# جائزة ميغيل إندوراين 2017
جائزة ميغيل إندوراين 2017 (بالإسبانية: Gran Premio Miguel Indurain 2017 )‏ هو سباق دراجات هوائية، وهو الموسم رقم 69 من نفس السباق، وأقيم في 1 أبريل 2017، وامتدّ لمسافة 186 كيلومتر، وهو أحد سباقات طواف أوروبا للدراجات 2017، وهو من نوع سباق يوم واحد، وقد شارك في السباق 135 متسابقاً ووصل إلى نهايته 72 متسابقاً.
فاز فيه بالمركز الأول سيمون ييتس، وبالمركز الثاني مايكل وودز (دراج)، وبالمركز الثالث سيرجيو هيناو.

## الفرق
| فرق عالمية (5)- Cannondale-Drapac - Katusha-Alpecin - Movistar Team - Orica-Scott - سكاي فرق قارية محترفة (2)- كاجا رورال-سيغوروس 2017 ‏ - Israel Cycling Academy فرق قارية (9)- Equipo Bolivia ‏ - موسم برجس بي إتش 2017 ‏ - موسم يوسكادي مورياس 2017 ‏ - Inteja Dominican Cycling Team ‏ - Kuwait–Cartucho.es ‏ - Rádio Popular–Paredes–Boavista ‏ - Rietumu Banka–Riga ‏ - AP Hotels & Resorts–Tavira–SC Farense ‏ - W52–FC Porto ‏ فريق وطني- فريق إسبانيا لركوب الدراجات للرجال 2017 ‏ |  |
| |  |

## التصنيف العام النهائي
| التصنيف العام | التصنيف العام         | التصنيف العام   | التصنيف العام   | التصنيف العام |        |
| الدراج        | الدراج                | البلد           | الفريق          | الوقت         | السرعة |
| ------------- | --------------------- | --------------- | --------------- | ------------- | ------ |
| 1.            | سيمون ييتس            | المملكة المتحدة | أوريكا سكوت     | 4 س 34 د 01 ث |        |
| 2.            | مايكل وودز            | كندا            | كانونديل دراباك | + 23 ث        |        |
| 3.            | سيرجيو هيناو          | كولومبيا        | سكاي            | + 23 ث        |        |
| 4.            | كارلوس فيرونا         | إسبانيا         | أوريكا سكوت     | + 26 ث        |        |
| 5.            | مارك سولير            | إسبانيا         | موفيستار        | + 28 ث        |        |
| 6.            | فاسيل كريانكا         | روسيا البيضاء   | سكاي            | + 58 ث        |        |
| 7.            | روبين فرنانديز (دراج) | إسبانيا         | موفيستار        | + 1 د 44 ث    |        |
| 8.            | جوركا إيزاجير         | إسبانيا         | موفيستار        | + 1 د 44 ث    |        |
| 9.            | داميان هاوسون         | أستراليا        | أوريكا سكوت     | + 2 د 56 ث    |        |
| 10.           | توم سكوجين            | لاتفيا          | كانونديل دراباك | + 3 د 50 ث    |        |

## وصلات خارجية
- الموقع الرسمي
- جائزة ميغيل إندوراين 2017 على موقع إحصائيات الدراجات الإحترافية (الإنجليزية)